# Gōtoku Sakai
Gōtoku Sakai (酒井 高徳 Sakai Gōtoku?, Nueva York, Estados Unidos, 14 de marzo de 1991) es un futbolista japonés. Juega de defensor y su club es el Vissel Kobe de la J1 League japonesa.

## Trayectoria

### VfB Stuttgart
El 1 de enero de 2012 fue cedido por dieciocho meses al VfB Stuttgart de la Bundesliga alemana con una opción de compra. El 13 de enero de 2013 firmó de manera definitiva con el club de Stuttgart.

## Selección nacional

### Selección sub-23
En julio de 2012 fue incluido en la lista de 18 jugadores que representaron a Japón en el Torneo de Fútbol Masculino de los Juegos Olímpicos de Londres 2012.

### Selección absoluta
El 12 de mayo de 2014, Sakai fue incluido por el entrenador Alberto Zaccheroni en la lista final de 23 jugadores que representarán a Japón en la Copa Mundial de Fútbol de 2014 en Brasil.

## Clubes
| Club            | País     | Año       | Partidos | Goles |
| --------------- | -------- | --------- | -------- | ----- |
| Albirex Niigata | Japón    | 2009-2011 | 85       | 1     |
| VfB Stuttgart   | Alemania | 2012-2015 | 106      | 2     |
| Hamburgo S. V.  | Alemania | 2015-2019 | 124      | 1     |
| Vissel Kobe     | Japón    | 2019-     | 242      | 8     |

## Palmarés

### Títulos nacionales
| Título             | Club        | País  | Año  |
| ------------------ | ----------- | ----- | ---- |
| Copa del Emperador | Vissel Kobe | Japón | 2019 |
| Supercopa de Japón | Vissel Kobe | Japón | 2020 |
| J1 League          | Vissel Kobe | Japón | 2023 |
| Copa del Emperador | Vissel Kobe | Japón | 2024 |
| J1 League          | Vissel Kobe | Japón | 2024 |